# ハイドロフルオロカーボン

ハイドロフルオロカーボンの一種、フルオロメタン。

ハイドロフルオロカーボン（HFCs）は、フッ素原子と水素原子を含む人工の有機化合物で、有機フッ素化合物の中で最も一般的なタイプである。多くは常温常圧で気体である。空調や冷媒として頻繁に使用され、R-134a（1,1,1,2-テトラフルオロエタン）は最も一般的に使用されているHFC冷媒のひとつである。成層圏オゾン層の回復を助けるため、HFCは、モントリオール議定書で使用が廃止されたより強力なフロン（CFC）と、現在廃止中のハイドロクロロフルオロカーボン（HCFC）に代わるものとして採用された。HFCは、R-12のような古いクロロフルオロカーボンやR-21のようなハイドロクロロフルオロカーボンに取って代わった。HFCはまた、断熱発泡体、エアゾール推進剤、溶剤、防火用にも使用されている。
トリフルオロメタンのように二酸化炭素の11,700倍の温暖化係数を持つものもある。大気中の濃度と人為的温室効果ガス排出への寄与は急速に増加しており［定量化］、その放射強制力について国際的な懸念を引き起こしている。

## 化学
C-F結合の少ないフルオロカーボンは親炭化水素と同様の挙動を示すが、その反応性は大きく変化する。例えば、ウラシルも5-フルオロウラシルも無色で高融点の結晶性固体であるが、後者は強力な抗がん剤である。医薬品におけるC-F結合の利用は、この変化した反応性を前提としている。いくつかの医薬品や農薬には、フッ素の中心が1つだけ、あるいはトリフルオロメチル基が1つだけ含まれている。